# Jacob Henry Sarratt
Jacob Henry Sarratt (* circa 1772; † 6. November 1819 wahrscheinlich in London) war ein britischer Schachspieler und -autor. Er galt anderthalb Jahrzehnte als führender englischer Meister und trat zudem als Autor maßgeblicher Schachwerke hervor.

## Biographie
Sarratt arbeitete ursprünglich als Schullehrer. Bekannt wurde er durch seine herausragende Stellung in der Londoner Schachszene. Im Jahr 1804 starb Verdoni, Sarratts schachlicher Mentor und Nachfolger von François-André Danican Philidor als Berufsspieler des London Chess Club. Fortan galt Sarratt als stärkster englischer Meister. Er nahm im „Salopian Coffee House“ in Charing Cross, wo sich 1770 der ältere der beiden Londoner Schachklubs gegründet hatte, jahrelang die Position eines Berufsspielers ein.
Die tatsächliche Spielstärke Sarratts ist ungewiss, da nur wenige Partien von ihm erhalten sind. Mehr noch als durch sein praktisches Spiel wirkte Sarratt als Buchautor und Schachlehrer („Professor of Chess“). Sein bester Schüler war William Lewis, der später die schachliche Wirkungslinie Sarratts fortsetzte und ausbaute.
Sarratt war in zweiter Ehe mit der Sängerin und Schriftstellerin Elizabeth Camilla Dufour verheiratet. Diese stammte wie bereits seine verstorbene erste Frau von der Insel Jersey.
Im Jahr 1819 erlag Sarratt, der zuletzt in ärmlichen Verhältnissen lebte, einer längeren Krankheit. Seine Witwe zog nach Paris um und war dort ihrerseits als Schachlehrerin tätig. Nach einem in der Schachzeitschrift Le Palamède erschienenen Aufruf wurde ihr in den letzten Lebensjahren finanzielle Unterstützung zuteil; sie starb 1846 in der französischen Hauptstadt.

## Schachautor und -lehrer
Zu seiner Wirkung als Schachlehrer trug Sarratts Entschluss bei, mehrere klassische Schachwerke der frühen Neuzeit herauszugeben. Dies betraf die Schriften von Damiano, Ruy Lopez, Alessandro Salvio, Horatio Gianutio und Gustavus Selenus. Diese Ausgaben, die etwas oberflächlich bearbeitet waren und zudem nur Teilübersetzungen enthielten, trugen dem Herausgeber seitens der Zeitgenossen einige Kritik ein. Jedenfalls machte Sarratt die seit langem vergriffenen Schriften wieder zugänglich. Mit seiner Vorliebe für das Kombinationsspiel der älteren Meister strebte er danach, die erstarrte positionelle Schule der Philidor-Ära allmählich zu überwinden.
Die weitere Bedeutung Sarratts ist in erster Linie mit seinem 1808 veröffentlichten anspruchsvollen Lehrbuch A Treatise on the Game of Chess verbunden, mit dem ein anhaltender Aufschwung der Schachliteratur einsetzte. Im Jahr 1821 kam posthum eine gründlich umgearbeitete Neuausgabe heraus, an der bereits Sarratts Schüler und Nachfolger Lewis mitgewirkt hatte (bis 1828 erschienen weitere Auflagen).
Sarratts Hauptwerk stellte das erste systematische Schachlehrbuch dar. Das größte Augenmerk galt dabei den Eröffnungen, deren Einteilung in „angreifende“ und „verteidigende“ Abspiele sich später allerdings nicht durchsetzte. Unter den im New Treatise behandelten Eröffnungen fand vor allem Sarratts ausführliche Untersuchung zum Muzio-Gambit große Beachtung.
Schließlich leistete Sarratt einen wichtigen Beitrag zur Vereinheitlichung der Schachregeln. Er kritisierte die damals in London übliche Praxis, nach der ein Patt nicht als Remis, sondern als Sieg für die pattgesetzte Partei gewertet wurde. Bald darauf schlossen sich die britischen Schachspieler der international vorherrschenden Regel an.
Der Spielanfang, der durch die Züge 1. d2–d4 d7–d5 2. Lc1–f4 entsteht, wird, zurückgehend auf eine Partie Sarratts, auch als „Sarratt-Eröffnung“ (Sarratt Attack) bezeichnet.

## Werke
- A Treatise on the Game of Chess. London 1808 (Band 1) und (Band 2)
- A New Treatise on the Game of Chess. London 1828 (Band 1) und (Band 2) Neuauflage der Ausgabe von 1821
- The Works of Damiano, Ruy-Lopez, and Salvio, on the Game of Chess. London 1813
- The Works of Gianutio, and Gustavus Selenus, on the Game of Chess. London 1817 (Band 1) und (Band 2)